# Suaza

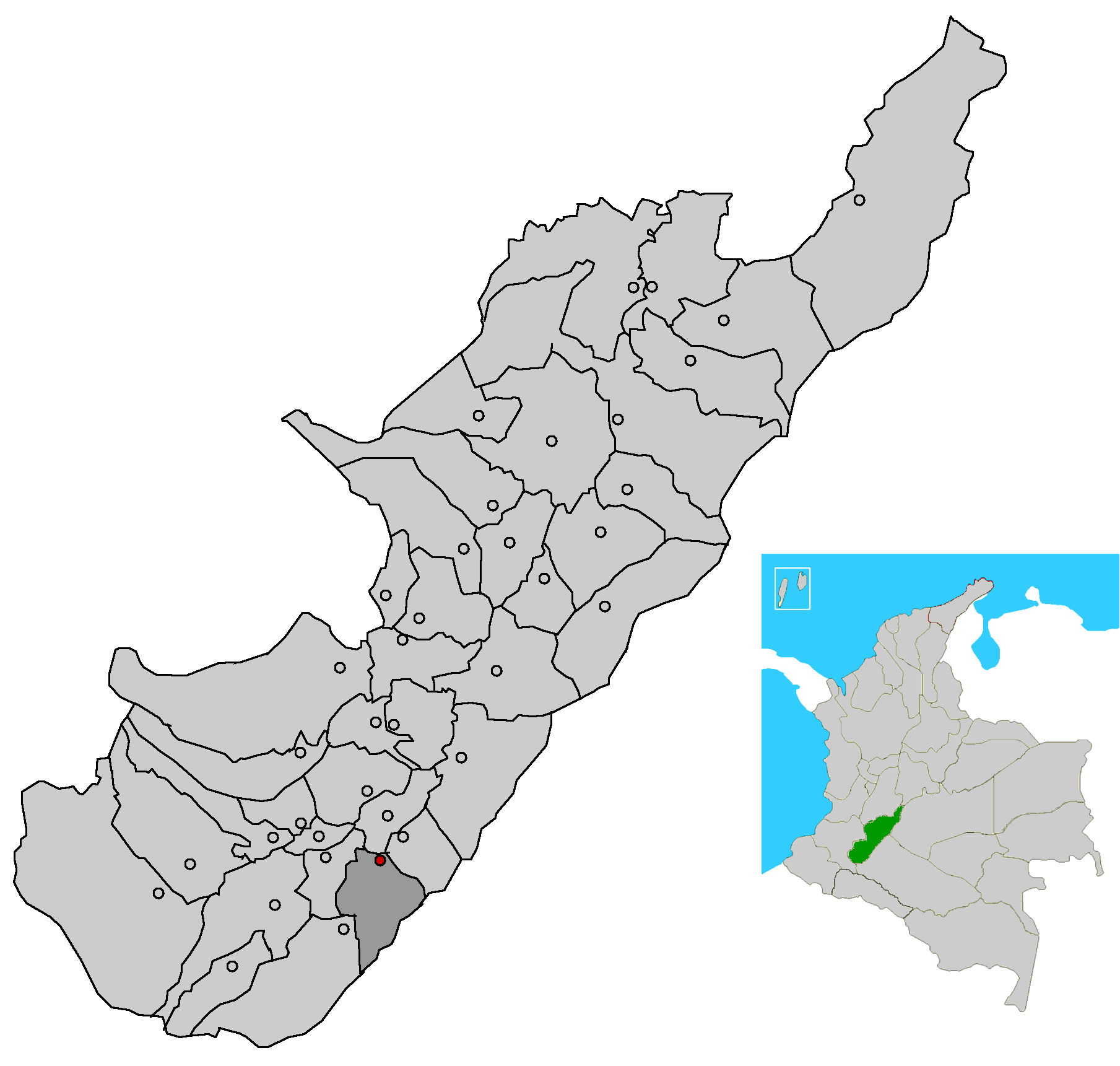
Municipalidade de Suaza na Colombia

Suaza é um município da Colômbia, localizado no departamento de Huila.